# اودالیس روه
اودالیس روه (انگلیسی: Odalis Revé؛ زادهٔ ۱۵ ژانویه ۱۹۷۰) جودوکار اهل کوبا بود.
وی در مسابقات کشوری و بین‌المللی در مجموع برندهٔ ۳ مدال طلا، ۱ مدال نقره شده‌است.